# Copa Internacional República de Colombia 1953
La Copa Internacional República de Colombia 1953 o «Pentagonal Internacional de Fútbol» fue un torneo de fútbol que se disputó en Bogotá entre el 4 de enero y el 10 de febrero de 1953. Por Colombia participó el campeón colombiano de 1952 Millonarios F.C., Santa Fe y Deportivo Cali, por Argentina River Plate (Campeón 1952), y por Europa el campeón austriaco y de la Copa Mitropa 1952 Rapid Viena. Tres de estos cinco equipos protagonizarían ese mismo febrero junto a RCD Español de Barcelona la Pequeña Copa del Mundo de Clubes, tales los casos de River Plate, Rapid Viena y el subcampeón de la edición de 1952 Millonarios.

## Equipos participantes
| Equipo         | Pts. | PJ | PG | PE | PP | GF | GC | Dif. |
| -------------- | ---- | -- | -- | -- | -- | -- | -- | ---- |
| River Plate    | 12   | 8  | 5  | 2  | 1  | 21 | 10 | +11  |
| Deportivo Cali | 9    | 8  | 4  | 1  | 3  | 17 | 16 | +1   |
| Santa Fe       | 9    | 8  | 4  | 1  | 3  | 14 | 14 | 0    |
| Millonarios    | 7    | 8  | 3  | 1  | 4  | 9  | 12 | -3   |
| Rapid Viena    | 3    | 8  | 0  | 3  | 5  | 7  | 16 | -9   |

| Fecha      | Partidos       | Partidos | Partidos       | Partidos | Partidos | Partidos | Partidos |
| 04.01.1953 | Millonarios    | 1–3      | River Plate    |          |          |          |          |
| 04.01.1953 | Deportivo Cali | 5–2      | Rapid Viena    |          |          |          |          |
| 06.01.1953 | Santa Fe       | 2–1      | Rapid Viena    |          |          |          |          |
| 06.01.1953 | Deportivo Cali | 3–1      | River Plate    |          |          |          |          |
| 11.01.1953 | Millonarios    | 1–1      | Rapid Viena    |          |          |          |          |
| 11.01.1953 | Deportivo Cali | 3–2      | Santa Fe       |          |          |          |          |
| 14.01.1953 | River Plate    | 0–0      | Rapid Viena    |          |          |          |          |
| 18.01.1953 | Santa Fe       | 1–4      | River Plate    |          |          |          |          |
| 18.01.1953 | Deportivo Cali | 1–0      | Millonarios    |          |          |          |          |
| 21.01.1953 | Deportivo Cali | 1–1      | Rapid Viena    |          |          |          |          |
| 25.01.1953 | Millonarios    | 1–0      | Santa Fe       |          |          |          |          |
| 25.01.1953 | River Plate    | 4–1      | Deportivo Cali |          |          |          |          |
| 29.01.1953 | River Plate    | 5–1      | Rapid Viena    |          |          |          |          |
| 01.02.1953 | Santa Fe       | 3–3      | River Plate    |          |          |          |          |
| 01.02.1953 | Millonarios    | 3–2      | Deportivo Cali |          |          |          |          |
| 04.02.1953 | Millonarios    | 2–1      | Rapid Viena    |          |          |          |          |
| 08.02.1953 | Santa Fe       | 3–1      | Deportivo Cali |          |          |          |          |
| 08.02.1953 | Millonarios    | 0–1      | River Plate    |          |          |          |          |
| 10.02.1953 | Santa Fe       | 3–1      | Millonarios    |          |          |          |          |

Nota: El partido de la segunda vuelta entre Santa Fe vs SK Rapid Viena no se disputó. Ganó Santa Fe por W/O.
- Datos: Q5787109